# Ledós
Lesós (en francès Lezoux) és un municipi francès situat al departament del Puèi Domat i a la regió d'Alvèrnia-Roine-Alps. L'any 2007 tenia 5.508 habitants.

## Demografia

### Població
El 2007 la població de fet de Lezoux era de 5.508 persones. Hi havia 2.132 famílies de les quals 659 eren unipersonals (256 homes vivint sols i 403 dones vivint soles), 644 parelles sense fills, 639 parelles amb fills i 190 famílies monoparentals amb fills.
La població ha evolucionat segons el següent gràfic:
Habitants censats

### Habitatges
El 2007 hi havia 2.379 habitatges, 2.159 eren l'habitatge principal de la família, 49 eren segones residències i 171 estaven desocupats. 1.944 eren cases i 415 eren apartaments. Dels 2.159 habitatges principals, 1.404 estaven ocupats pels seus propietaris, 693 estaven llogats i ocupats pels llogaters i 61 estaven cedits a títol gratuït; 44 tenien una cambra, 166 en tenien dues, 467 en tenien tres, 727 en tenien quatre i 755 en tenien cinc o més. 1.534 habitatges disposaven pel capbaix d'una plaça de pàrquing. A 931 habitatges hi havia un automòbil i a 900 n'hi havia dos o més.

### Piràmide de població
La piràmide de població per edats i sexe el 2009 era:
| Homes | Edats   | Dones |
| ----- | ------- | ----- |
| 16    | 95 o +  | 32    |
| 20    | 90 a 94 | 112   |
| 48    | 85 a 89 | 112   |
| 28    | 80 a 84 | 108   |
| 116   | 75 a 79 | 176   |
| 136   | 70 a 74 | 144   |
| 120   | 65 a 69 | 136   |
| 92    | 60 a 64 | 104   |
| 128   | 55 a 59 | 116   |
| 164   | 50 a 54 | 172   |
| 180   | 45 a 49 | 144   |
| 120   | 40 a 44 | 188   |
| 128   | 35 a 39 | 144   |
| 216   | 30 a 34 | 196   |
| 124   | 25 a 29 | 160   |
| 116   | 20 a 24 | 92    |
| 156   | 15 a 19 | 160   |
| 144   | 10 a 14 | 176   |
| 120   | 5 a 9   | 124   |
| 112   | 0 a 4   | 104   |

## Economia
El 2007 la població en edat de treballar era de 3.246 persones, 2.279 eren actives i 967 eren inactives. De les 2.279 persones actives 2.022 estaven ocupades (1.093 homes i 929 dones) i 258 estaven aturades (138 homes i 120 dones). De les 967 persones inactives 310 estaven jubilades, 275 estaven estudiant i 382 estaven classificades com a «altres inactius».

### Ingressos
El 2009 a Lezoux hi havia 2.181 unitats fiscals que integraven 5.096,5 persones, la mediana anual d'ingressos fiscals per persona era de 17.094 €.

### Activitats econòmiques
Dels 274 establiments que hi havia el 2007, 1 era d'una empresa extractiva, 10 d'empreses alimentàries, 1 d'una empresa de fabricació de material elèctric, 22 d'empreses de fabricació d'altres productes industrials, 17 d'empreses de construcció, 85 d'empreses de comerç i reparació d'automòbils, 9 d'empreses de transport, 10 d'empreses d'hostatgeria i restauració, 2 d'empreses d'informació i comunicació, 11 d'empreses financeres, 22 d'empreses immobiliàries, 19 d'empreses de serveis, 47 d'entitats de l'administració pública i 18 d'empreses classificades com a «altres activitats de serveis».
Dels 50 establiments de servei als particulars que hi havia el 2009, 1 era una oficina d'administració d'Hisenda pública, 1 gendarmeria, 1 oficina de correu, 2 oficines bancàries, 1 funerària, 5 tallers de reparació d'automòbils i de material agrícola, 1 taller d'inspecció tècnica de vehicles, 1 autoescola, 2 paletes, 1 guixaire pintor, 2 fusteries, 3 lampisteries, 4 electricistes, 2 empreses de construcció, 6 perruqueries, 2 veterinaris, 6 restaurants, 6 agències immobiliàries, 1 tintoreria i 2 salons de bellesa.
Dels 27 establiments comercials que hi havia el 2009, 1 era un supermercat, 2 botigues de més de 120 m², 1 una botiga de menys de 120 m², 4 fleques, 4 carnisseries, 3 llibreries, 3 botigues de roba, 1 una sabateria, 1 una botiga de material esportiu, 2 drogueries, 1 una joieria i 4 floristeries.
L'any 2000 a Lezoux hi havia 63 explotacions agrícoles que ocupaven un total de 1.638 hectàrees.

## Equipaments sanitaris i escolars
El 2009 hi havia 3 farmàcies i 1 ambulància.
El 2009 hi havia 1 escola maternal i 3 escoles elementals. Lezoux disposava de 2 col·legis d'educació secundària amb 531 alumnes.

## Poblacions més properes
El següent diagrama mostra les poblacions més properes.